# Пикенс (округ, Алабама)
Пи́кенс (англ. Pickens County) — округ в штате Алабама, США. Официально образован в 1820 году. По состоянию на 2010 год, численность населения составляла 19 746 человека.

## География
По данным Бюро переписи США, общая площадь округа равняется 2 305,102 км2, из которых 2 281,792 км2 суша и 8,700 км2 или 1,000 % это водоемы.

### Соседние округа
|                         |        | Ламар     | Фейетт |  |
| Лаундс (шт. Миссисипи)  | север  | Таскалуса |        |  |
| Лаундс (шт. Миссисипи)  | Пикенс | Таскалуса |        |  |
| Лаундс (шт. Миссисипи)  | юг     | Таскалуса |        |  |
| Ноксуби (шт. Миссисипи) | Самтер | Грин      |        |  |

## Население
По данным переписи населения 2000 года в округе проживает 20 949 жителей в составе 8 086 домашних хозяйств и 5 789 семей. Плотность населения составляет 9,00 человек на км2. На территории округа насчитывается 9 520 жилых строений, при плотности застройки около 4,00-х строений на км2. Расовый состав населения: белые — 55,95 %, афроамериканцы — 42,96 %, коренные американцы (индейцы) — 0,12 %, азиаты — 0,11 %, гавайцы — 0,02 %, представители других рас — 0,22 %, представители двух или более рас — 0,63 %. Испаноязычные составляли 1,60 % населения независимо от расы.
В составе 32,60 % из общего числа домашних хозяйств проживают дети в возрасте до 18 лет, 49,80 % домашних хозяйств представляют собой супружеские пары проживающие вместе, 18,20 % домашних хозяйств представляют собой одиноких женщин без супруга, 28,40 % домашних хозяйств не имеют отношения к семьям, 26,40 % домашних хозяйств состоят из одного человека, 12,50 % домашних хозяйств состоят из престарелых (65 лет и старше), проживающих в одиночестве. Средний размер домашнего хозяйства составляет 2,56 человека, и средний размер семьи 3,11 человека.
Возрастной состав округа: 27,30 % моложе 18 лет, 8,50 % от 18 до 24, 25,80 % от 25 до 44, 22,80 % от 45 до 64 и 22,80 % от 65 и старше. Средний возраст жителя округа 37 лет. На каждые 100 женщин приходится 88,10 мужчин. На каждые 100 женщин старше 18 лет приходится 83,30 мужчин.
Средний доход на домохозяйство в округе составлял 26 254 USD, на семью — 32 938 USD. Среднестатистический заработок мужчины был 28 843 USD против 20 569 USD для женщины. Доход на душу населения составлял 13 746 USD. Около 20,10 % семей и 24,90 % общего населения находились ниже черты бедности, в том числе — 34,30 % молодежи (тех, кому ещё не исполнилось 18 лет) и 22,30 % тех, кому было уже больше 65 лет.